# Listina Verlatinghe

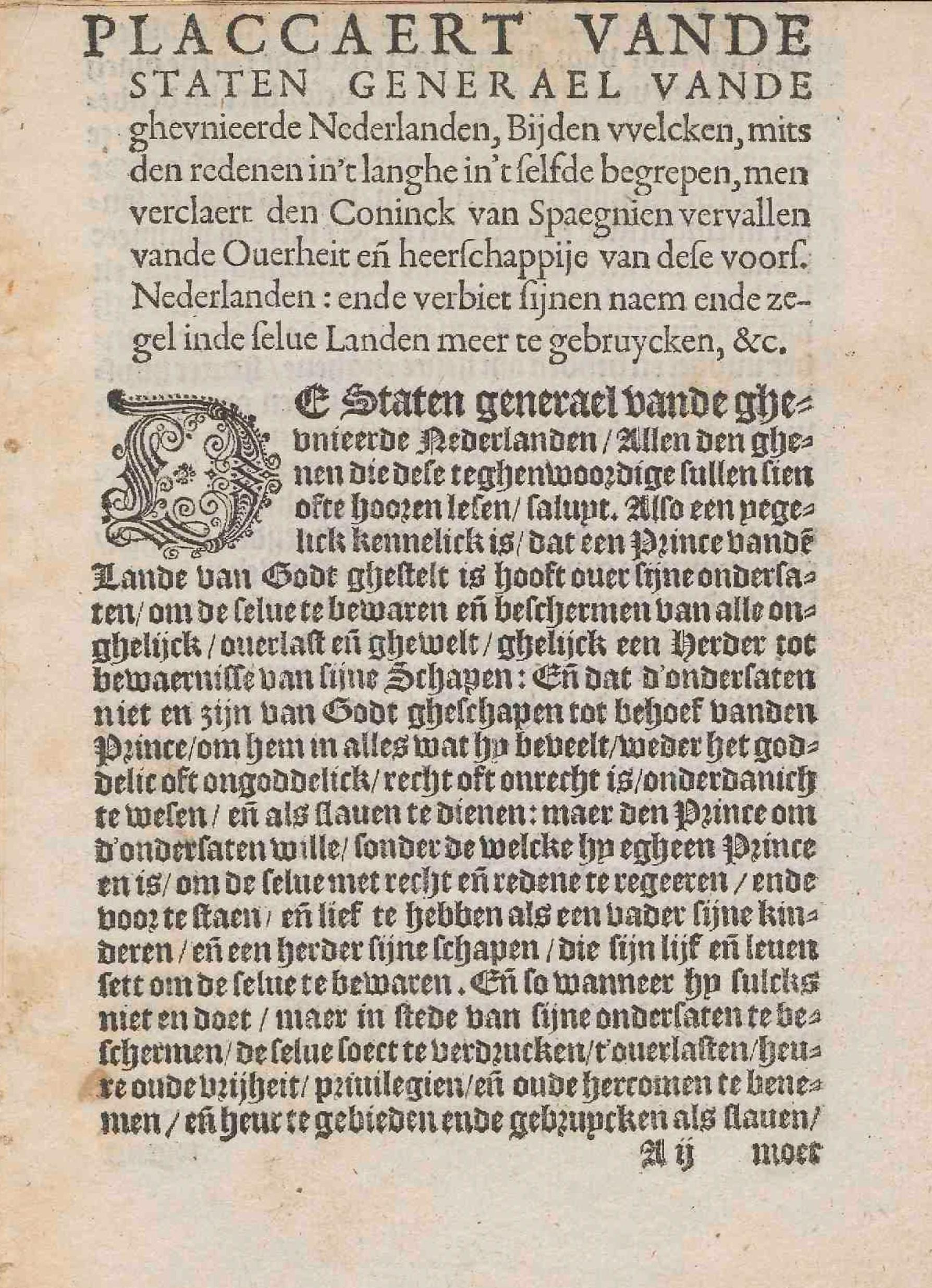
Listina verlatinghe

Listina Verlatinghe nebo Zákon Verlatinghe či Haagský manifest (nizozemsky Plakkaat van Verlatinghe, španělsky Acta de Abjuración) byl dokument, jímž nizozemské provincie vyhlásily nezávislost a zrušily slib věrnosti španělskému králi Filipovi II. během nizozemské revoluce. Zákon, podepsaný 26. července 1581 v Haagu, formálně potvrdil rozhodnutí učiněné generálními stavy v Antverpách o čtyři dny dříve. Důvodem zrušení slibu věrnosti bylo, že Filip nesplnil své závazky vůči svým poddaným tím, že je utiskoval a porušoval jejich práva, jichž odedávna užívali. Proto se v listině argumentovalo, že Filip musí přijít o vládu v každé z provincií, které zákon podepsaly – čímž vznikly Spojené provincie nizozemské. Rebelské provincie nejprve nabídly své trůny různým kandidátům. Když evropští šlechtici nabídky odmítli, v roce 1588 se provincie staly republikou (Republiek der Zeven Verenigde Nederlanden). Mezitím byly ovšem Španělskem znovu dobyty největší části Flander a Brabantska a malá část Gelre. Hlavním autorem listiny, která je nizozemskou verzí Deklarace nezávislosti, byl právník Jan van Asseliers. Do češtiny bývá někdy akt chybně překládán jako Verlatinghova listina nebo Verlatinghův zákon, ovšem pojem verlatinghe není označení autora, ale nizozemské slovo, které by se dalo přeložit jako abjurace, čili slavnostní odmítnutí nebo zrušení přísahy.